# Celeste (gra komputerowa)
Artykuł ten został zgłoszony do umieszczenia na stronie głównej w rubryce „Czy wiesz”.
Pomóż nam go sprawdzić: oceń zgłoszoną nominację.
Celeste – komputerowa gra platformowa wyprodukowana przez niezależne studio Maddy Makes Games i wydana w 2018 roku.

## Rozgrywka

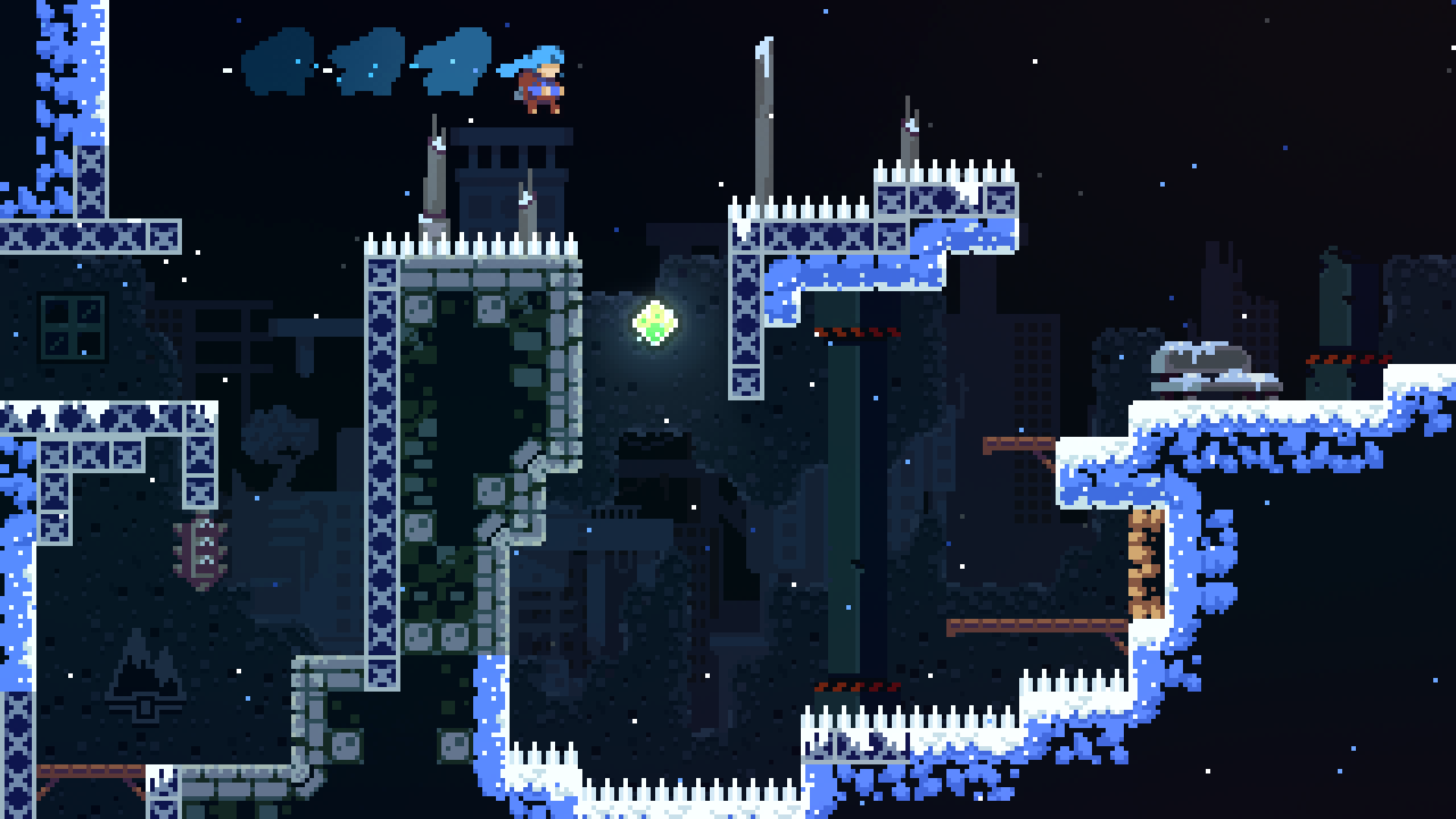
W grze Celeste sterowana przez gracza postać Madeline jest w stanie wykonać skok w powietrzu w dowolnym z ośmiu kierunków.

Celeste to dwuwymiarowa gra platformowa. Gracz kontroluje rudowłosą dziewczynę o imieniu Madeline, której celem jest dotarcie na szczyt góry Celeste. Sterując postacią, gracz może biegać, skakać, przez ograniczony czas wspinać się po ścianach oraz przemieszczać się w każdym z ośmiu kierunków.
Niektóre obiekty zapewniają Madeline dodatkowe zdolności, na przykład: zielone klejnoty uzupełniają jej zdolność pędu bez konieczności lądowania na ziemi. Inne działania obiektów to przenoszenie w inne miejsce, lub przekazywanie pędu przez obiekty. Istnieją także bańki, które poruszają się po kontakcie z postacią gracza, oraz platformy, które przemieszczają się wraz z jej pędem.
Dzięki ułatwieniom dostępu można obniżyć poziom trudności rozgrywki, co umożliwia skorzystanie z następujących opcji: obniżenia prędkości gry, nieograniczonego korzystania ze zdolności doskoku lub nadania Madeline nieśmiertelności. Przy włączaniu ułatwień pojawia się informacja, że zalecane jest korzystanie z nich tylko w ostateczności, ponieważ gra z założenia ma być bardzo trudna. Porażka nie oznacza przegranej i nie jest w żaden sposób karana; wręcz przeciwnie – każda kolejna próba odzwierciedla wytrwałość Madeline.
Podstawowa gra składa się z ośmiu rozdziałów oraz darmowego rozszerzenia. Są one podzielone na wiele wyzwań na jednej planszy (ekranie), z punktami kontrolnymi (checkpointami) pomiędzy planszami (ekranami). W grze istnieją także poboczne ścieżki i dodatkowe zadania, które odblokowuje się poprzez zbieranie specjalnych przedmiotów: truskawek, kaset magnetofonowych i kryształowych serc. Niektóre rozdziały zawierają bossa. Każdy z rozdziałów posiada „stronę B”, która wykorzystuje główną mechanikę, lecz ze zwiększonym poziomem trudności. Aby odblokować stronę B, należy odnaleźć ukrytą kasetę magnetofonową w odpowiadającym jej rozdziale. Po ukończeniu wszystkich ośmiu stron B odblokowywane są rozdziały „strony C”, które są krótsze, ale o zwiększonym poziomie trudności.
Najważniejsze elementy historii są dialogami obowiązkowymi, natomiast pozostałe to dialogi opcjonalne, które gracz może pominąć.

## Fabuła

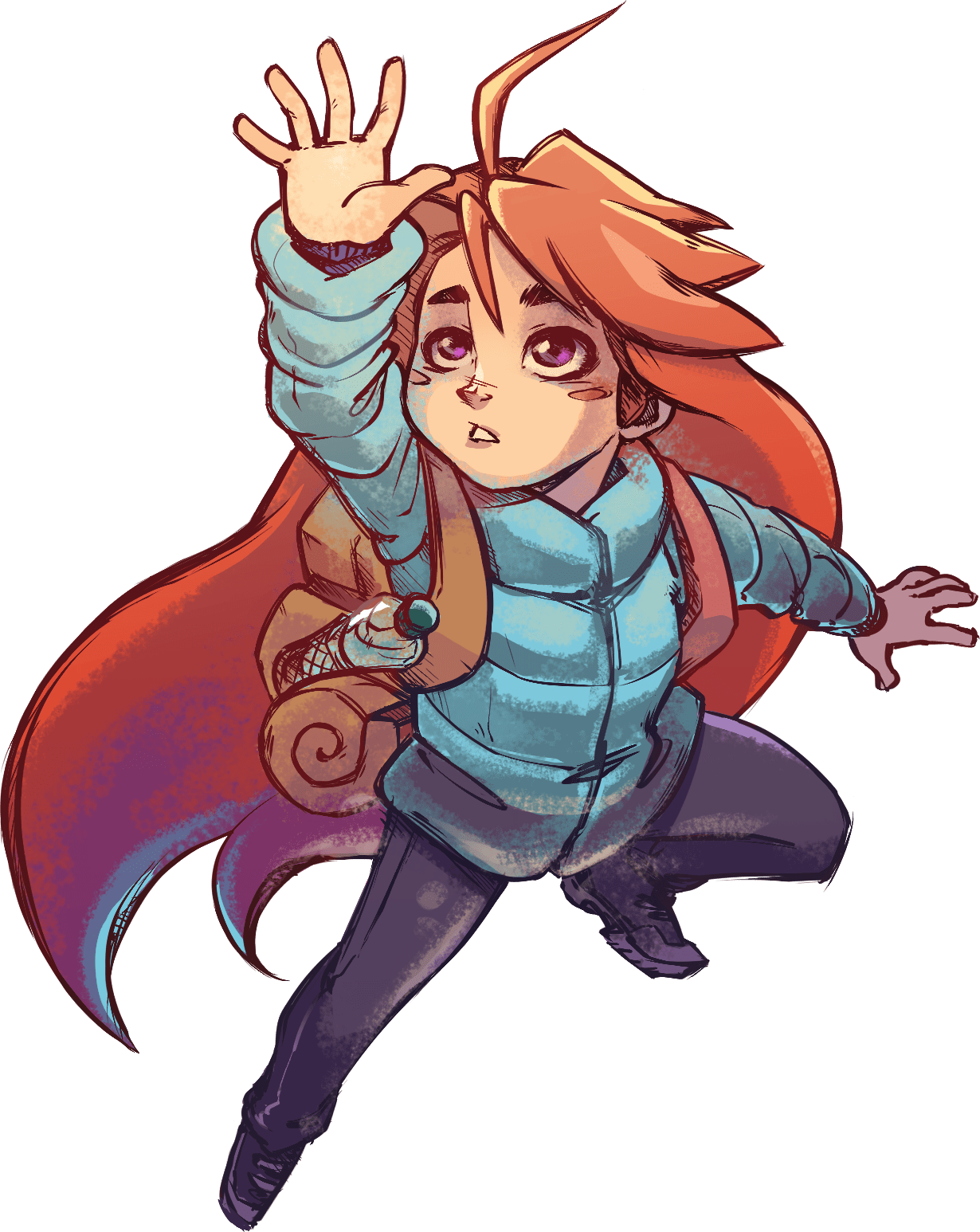
Madeline (Celeste), główna postać z gry

Głównym celem gry jest dotarcie postacią Madeline do fikcyjnej wersji góry Celeste. Po drodze bohaterka zmaga się z demonami oraz przemierza zrujnowane miasta, upiorne budynki, dżungle i doliny nękane burzowymi wiatrami.
Madeline postanawia wyruszyć na górę, aby coś osiągnąć i zmierzyć się z własnym lękiem oraz depresją, po serii życiowych trudności i złych wyborów. Początkowo sama nie do końca rozumie, po co to robi, a starsza kobieta Granny, którą spotyka u podnóża góry, ostrzega ją przed wyprawą. Madeline odpowiada jednak złośliwą uwagą i bagatelizuje ostrzeżenia staruszki.
Po drodze Madeline spotyka pochodzącego z Seattle fotografa o imieniu Theo, który uwielbia robić selfie i publikować je na Instagram. Pomaga on Madeline przetrwać atak paniki i uczy ją uspokajania się poprzez ćwiczenia oddechowe z wykorzystaniem piórka. W toku gry między nimi rozwija się głęboka relacja przechodząca w przyjaźń, zahaczająca o wątek romantyczny, jednak w pewnym momencie Theo sugeruje, że Madeline mogłaby się umówić z jego siostrą.
W dalszej części gry Madeline napotyka Badeline, złego sobowtóra, który ją nęka i wyśmiewa. Krytykując wszytko, co robi, mroczna postać określa siebie jako pragmatyczną część Madeline.
W trzecim rozdziale Madeline wchodzi do Celestial Resort i spotyka pana Oshiro, który był właścicielem hotelu, a obecnie pojawia się jako duch. Nie potrafi rozstać się z hotelem, który stanowi obecnie rozpadającą się ruinę, co symbolizuje jego dawne życie. Pozostaje więc w stanie wiecznego zaprzeczenia. Madeline postanawia mu pomóc, więc wspólnie z nim podąża przez hotel, kosztem własnych celów i dobrego samopoczucia. Gdy przekracza krytyczny poziom, pragnie pozbyć się niedawno poznanego ducha, przekształcając go w przerażającą manifestację jego własnego lęku.
W piątym rozdziale Madeline odwiedza świątynię luster. Istnieje w niej ukryty monolog, w którym Madeline dzieli się swoimi uczuciami i wypowiada się na temat własnej depresji. Po ucieczce z niej, Madeline i Theo rozbijają obóz, aby lepiej się poznać. W tej scenie gracz w całości kieruje dialogami obu postaci, samodzielnie wybierając ich wypowiedzi spośród dostępnych opcji.
Na końcu gry Madeline zdobywa szczyt Celeste, łączy się z Badeline w jedną osobę oraz ostatecznie znajduje ukojenie po śmierci Granny.

### Spis rozdziałów
| Rozdział | Nazwa            | Przypis |
| -------- | ---------------- | ------- |
| I        | Forsaken City    | [ 25 ]  |
| II       | Old Site         | [ 26 ]  |
| III      | Celestial Resort | [ 21 ]  |
| IV       | Golden Ridge     | [ 27 ]  |
| V        | Mirror Temple    | [ 23 ]  |
| VI       | Reflection       | [ 28 ]  |
| VII      | The Summit       | [ 29 ]  |
| VIII     | Core             | [ 30 ]  |

## Produkcja

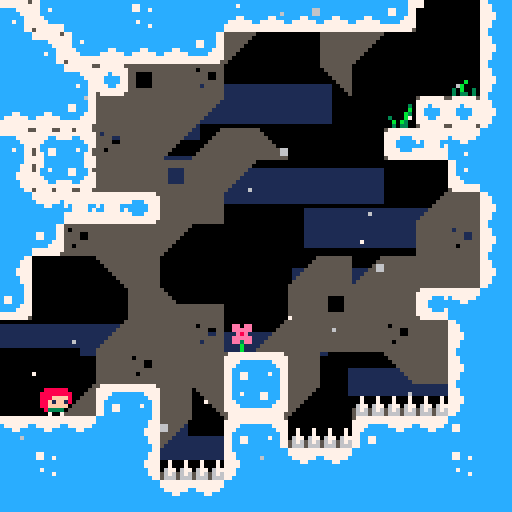
Prototyp Celeste

### Koncepcja
Pierwotną wersję Celeste opracowali Maddy Thorson i Noel Berry w sierpniu 2015 na PICO-8, konsolę do gier fantasy, podczas czterodniowego game jamu. Częściowo z powodu ograniczeń czasowych podczas wydarzenia, Thorson i Berry chcieli, aby podstawowa rozgrywka była minimalistyczna z dodatkowymi mechanikami, dodającymi złożoności, do czego ich zdaniem pasował pomysł postaci zmagającej się ze wspinaczką na górę. Prototyp nazwano „Everest”. Od samego początku postanowiono, że projekt będzie przygodą dla jednego gracza. Wykorzystywali wiedzę zdobytą z procesu tworzenia poprzedniej gry Thorson, TowerFall (2013). Po opracowaniu wersji na PICO-8, którą po premierze Celeste zaczęto nazywać Celeste Classic, zespół chciał rozwinąć grę, przeznaczając na jej rozwój więcej czasu i wprowadzając mniej ograniczeń. Później Celeste Classic została dodana do Celeste jako minigra.

### Rozgrywka
Thorson i Berry wymienili wiele gier, które miały wpływ na rozgrywkę Celeste, m.in. Metroid (1986), Donkey Kong Country 2 (1995) oraz Kero Blaster (2014). Thorson przyznała, że największe inspiracje czerpali z gry Super Mario Bros. 3 (1988), zwłaszcza jeśli chodzi o podejście do rozwiązywania problemów.

Thorson chciała, aby zestaw ruchów Madeline był minimalny, a jednocześnie odzwierciedlał wrażenie boulderingu, co zainspirowało ograniczoną wytrzymałość Madeline podczas wspinaczki po ścianach. System wytrzymałości został dodatkowo ukształtowany przez znaczenie przestrzeni pionowej, jaką zapewnia temat wspinaczki górskiej. Ze względu na konieczność bardziej precyzyjnej kontroli podczas rozgrywki, twórcy zdecydowali się nie korzystać z istniejącego już silnika fizyki, aby móc z góry określić wyniki w określonych sytuacjach. Precyzyjna rozgrywka wpłynęła również na styl artystyczny, ponieważ zespół uważał, że pixel art może wyraźniej przekazywać informacje graczowi, a sam styl był mu znany. Zespół często dostosowywał atrybuty Madeline i przeprojektowywał poziomy.

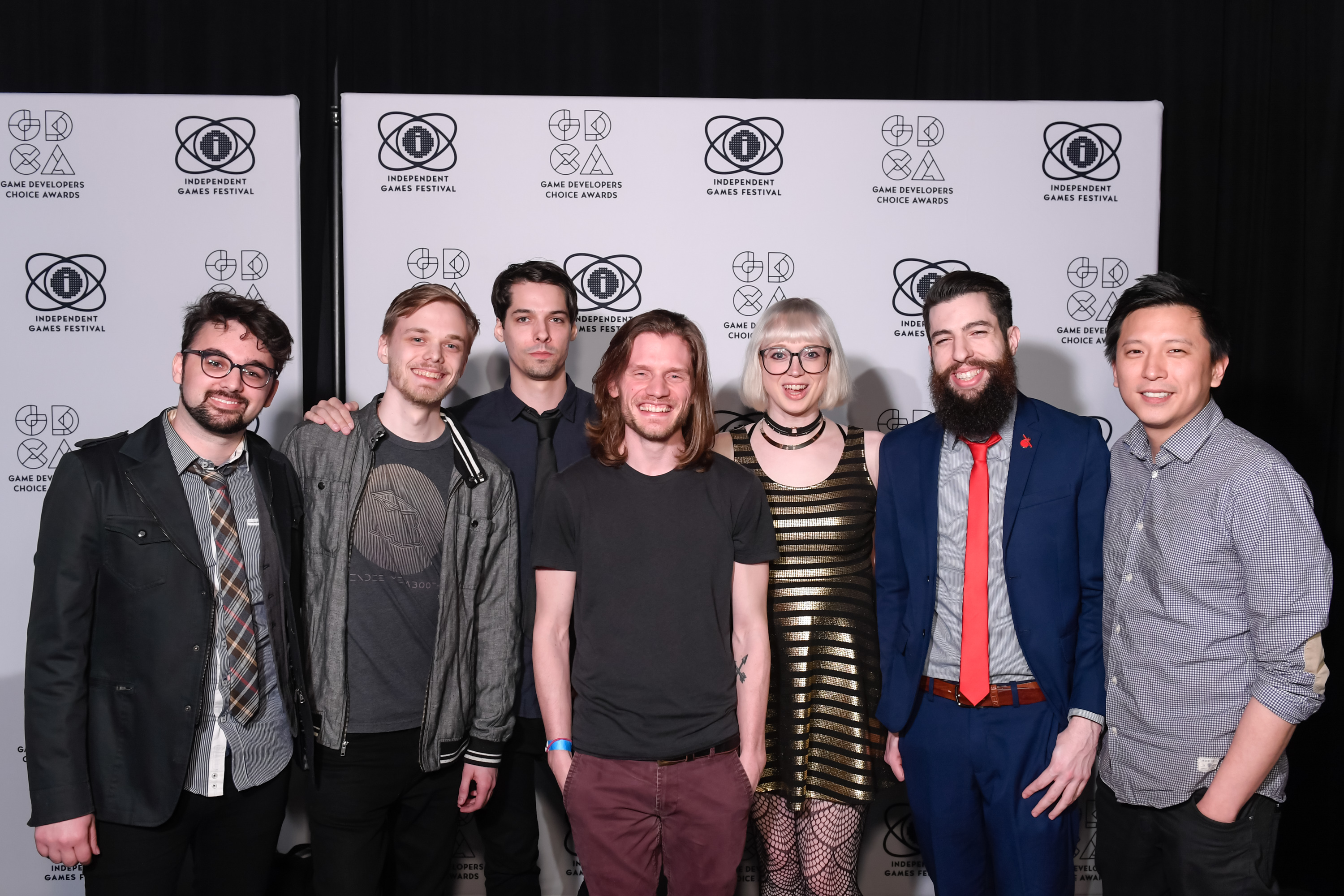
Zespół deweloperski Celeste na gali Game Developers Choice Awards 2018

Podczas fazy projektowania zespół chciał, aby Celeste była grą trudną, ale jednocześnie sprawiedliwą dla gracza i modyfikował lub usuwał poziomy lub mechaniki, które uznał za niesprawiedliwie trudne. Zespół priorytetowo traktował intencje gracza ponad wymaganie niemal idealnego wykonania, chociaż wyzwania w późniejszej fazie gry wymagają większej precyzji. Przyczynia się do tego kilka mechanik, np. tzw. coyote time, który pozwala graczom na krótki skok po oderwaniu się od ziemi. Mechanika ta została nazwana na cześć postaci Wilusia E. Kojota z serii Zwiariowane Melodie, który potrafi zawisnąć w powietrzu i spaść dopiero po uświadomieniu sobie sytuacji.  Dodatkowe mechaniki obejmują także możliwość wykonania skoku nieznacznie przed dotknięciem ziemi, mechanikę symulującą zaokrąglone rogi, aby zapobiec zderzeniu gracza z rogiem oraz mechanikę pozwalającą graczom na odskoczenie od ściany, gdy znajdują się nieznacznie przed nią, zamiast wymagać bezpośredniego kontaktu. Mechaniki te zostały zaprojektowane tak, aby Celeste mogła być zarówno wymagająca, jak i wyrozumiała, w zależności od preferencji gracza. Gra została ponadto zaprojektowana tak, aby trudniejsze wyzwania miały bardziej przejrzyste rozwiązania.
Systemy takie jak truskawki, strony B oraz tryb wspomagania zostały zaprojektowane, aby umożliwić graczowi dostosowanie poziomu trudności Celeste. Thorson wyjaśniła, że możliwość użycia trybu wspomagania, by uczynić grę mniej wymagającą, służyła jako przeciwwaga dla opcjonalnej zawartości, takiej jak truskawki, która czyni ją bardziej wymagającą. Wdrożenie trybu ułatwień dostępu nastąpiło po zaobserwowaniu publicznej dyskusji wokół gry Cuphead (2017), która pojawiła się, gdy wielu graczy uznało grę za zbyt trudną oraz niewybaczającą błędów. Tryb ułatwień początkowo nosił nazwę „Cheat Mode”, lecz Thorson uznała, że nazwa jest zbyt osądzająca i zdecydowała się na „Assist Mode” jako alternatywę. Przekazała, że tryb został dodany w późnej fazie rozwoju, a Berry dodał, że jego opracowanie zajęło tylko „kilka dni pracy”, choć zbalansowanie gry jako całości wymagało obszernych testów rozgrywki.

### Fabuła
Historię gry napisała Thorson. Na początku rozwoju zespół miał niewiele wskazówek co do historii w grze, ale pragnął, aby była bardziej ona introspektywna niż TowerFall; inspirowano się filmami studia Ghibli, m.in. Spirited Away (2001). Inspiracja do historii Celeste pojawiła się w trakcie rozwoju, gdy Thorson osiągnęła „punkt krytyczny”, w którym jej depresja i lęk stały się zbyt poważne, by je ignorować. Chciała zgłębić te idee w grze, ale stworzenie narracji wokół własnych doświadczeń było trudne, ponieważ zmagania te utrzymywały się w czasie rozwoju. Podczas tworzenia historii zespół nie konsultował się ze specjalistami od zdrowia psychicznego i zdecydował się oprzeć ją wyłącznie na własnych doświadczeniach, dzięki czemu historia stała się osobista i łatwa do zrozumienia, zamiast reprezentować chorobę psychiczną jako całość. Twórcy byli zaskoczeni. jak dużą rolę odgrywa fabuła w Celeste, w związku z czym podjęto decyzję o opóźnieniu premiery gry, aby lepiej połączyć fabułę z rozgrywką i sprawić, by doświadczenia Madeline w narracji odzwierciedlały doświadczenia gracza w trakcie rozgrywki.
Przez większość okresu rozwoju forma zakończenia pozostawała niepewna. Thorson początkowo wiedziała, że chce, aby Madeline spadła z góry, zanim ostatecznie dotrze na szczyt, ale nie wiedziała, jak to zostanie zrealizowane ani jak zostanie ujęte w całej historii. Później postanowiła ukazać graczowi, że zmagania Madeline nie stały się „magicznie lepsze” po dotarciu na szczyt oraz że próba Madeline pozbycia się lęku poprzez zmuszenie swojego „drugiego ja” do podporządkowania się była błędna i że zamiast tego musi nauczyć się żyć obok niego. Po zakończeniu prac nad grą Thorson przyznała, że ponieważ była „w trakcie odkrywania swojej queerowości” podczas pracy nad projektem, historia Celeste nieumyślnie miała queerowe podteksty. W 2020 roku Thorson potwierdziła, że Madeline była kobietą transpłciową, po tym jak postać ta pojawiła się z flagą reprezentującą osoby transpłciowe podczas zakończenia Farewell, co, jak przyznała, z perspektywy czasu było oczywiste, ponieważ tożsamość płciowa Madeline nieświadomie odzwierciedlała jej własną. Thorson napisała, że prawdopodobnie inaczej napisałaby historię Madeline, gdyby wiedziała wtedy, że obie są osobami transpłciowymi, choć podkreśla, że dzięki temu, w jakim momencie życia była, pisząc fabułę gry, postać Madeline odzwierciedla jej próbę zrozumienia własnej tożsamości.

### Muzyka

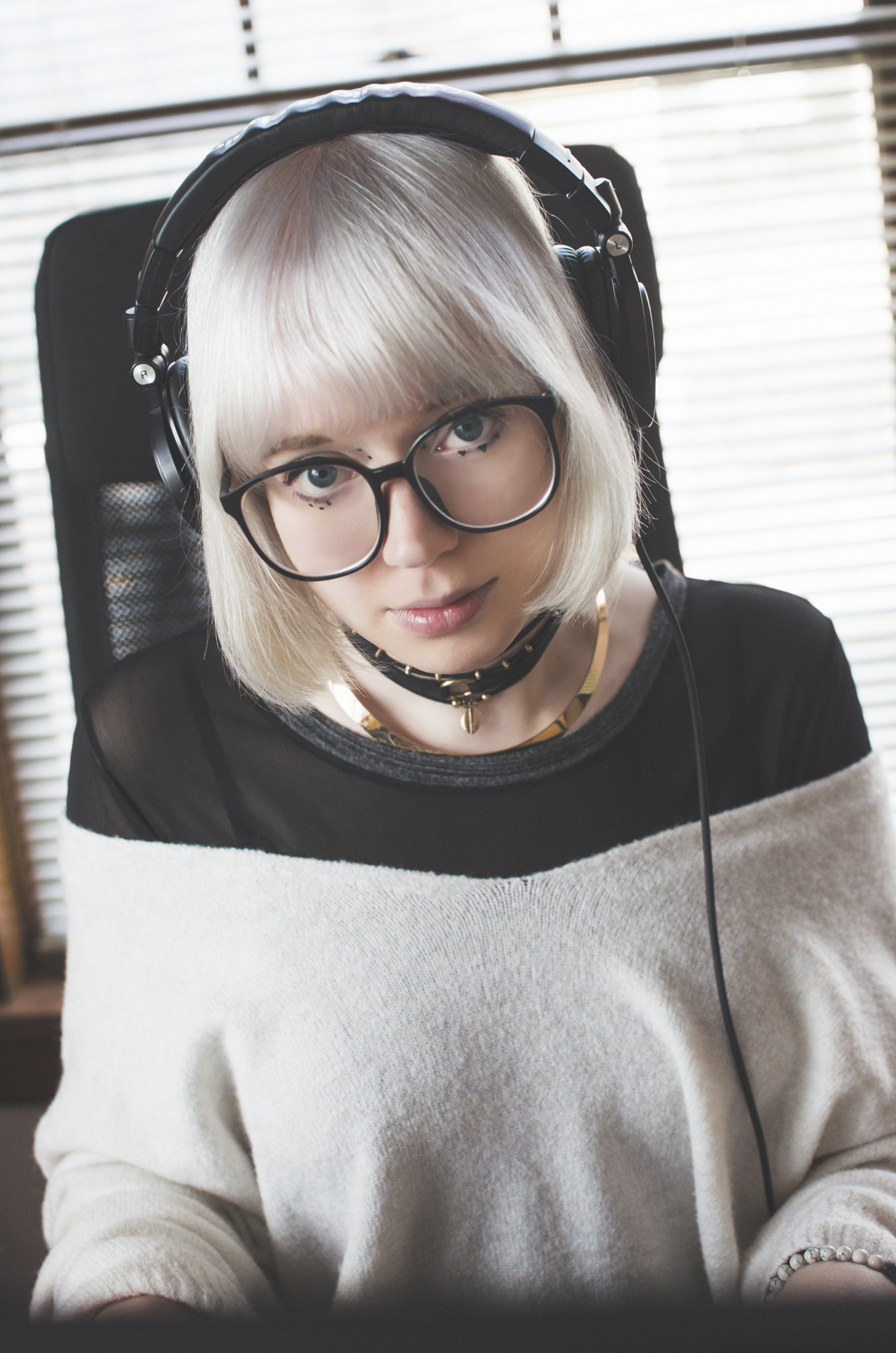
Lena Raine, kompozytorka muzyki do gry Celeste (zdjęcie z 2018 roku)

Większość muzyki do Celeste skomponowała Lena Raine. Dodatkowi kompozytorzy stworzyli remiksy utworów Raine na potrzeby większości poziomów strony B. Muzyka Raine wpłynęła na projekt wizualny niektórych poziomów. Projektant dźwięku Kevin Regamey dodał efekty dźwiękowe do rozgrywki, po czym Raine wprowadziła atmosferyczną muzykę.
Konkretne dźwięki w muzyce Celeste były już na etapie projektowania dostosowywane do konkretnych tematów. Zdaniem Raine utwór „In The Mirror” był jednym z najdziwniejszych, jakie skomponowała. Jego ciężkie sekwencje syntezatorowe ,zostały zaprojektowane tak, aby odpowiadały „kosmicznym horrorom” doświadczanym przez Madeline. Raine stwierdziła, że kojarzą się jej one z Vangelisem i Łowcą androidów (1982). W „Resurrections” stworzyła „inny” dźwięk, który ewoluujący od prostszej melodyjnej progresji „First Steps” ku „eterycznemu dźwiękowi przywodzącemu na myśl przestrzeń, która nie wydawała się całkiem realna”, gdyż utworów odtwarzany jest podczas sekwencji świadomego snu. „In the Mirror” zawiera wykonane przez Raine partie wokalne, stanowiące wewnętrzny dialog Madeline, odwrócony ze względu na tematykę luster. Podczas tworzenia utworu zależało jej na umieszczeniu w tle niemal niezrozumiałego, nieruchomego dźwięku. Postanowiła nagrać siebie w ciemnej szafie, próbując wyrazić słowami to, co utożsamiała ze zmaganiami Madeline. Raine zaznaczyła, że stara się „wstrzyknąć jakąś część” siebie do swoich projektów muzycznych.
Każda postać w utworze „Celeste” reprezentowana jest przez inny instrument. Madeline symbolizuje fortepian, Badeline – syntezator, Theo – gitara, a Oshiro – syntezator „podobny do theremina”. Granny stanowi wyjątek, gdyż, jak twierdzi Raine, „uosabia potęgę góry i jest postacią niemal wszechobecną”. Motyw Badeline pojawiający się po raz pierwszy w utworze „Resurrections”, a następnie powracający w kilku innych kompozycjach, jest w całości napisany w tonacji molowej, w przeciwieństwie do motywu Madeline, który jest „z reguły radosny” i jedynie sporadycznie przechodzi w tonację molową. W utworze „Anxiety” Raine starała się oddać nastrój ataku paniki, sprawiając, że fortepianowe dźwięki reprezentujące Madeline zostały „pochłonięte” przez syntezatorowy motyw Badeline.

## Marketing i upowszechnienie
Początkowo prace nad grą Celeste były tajemnicą poliszynela. Oficjalnie grę ogłoszono w lipcu 2016. Podczas prezentacji Thorson i Berry transmitowali jej rozwój na platformie Twitch. Po miesiącu udostępniono wersję demonstracyjną gry na Indie Megabooth podczas PAX West. Początkowo premierę gry zapowiedziano na 2017 rok, ponieważ twórcy chcieli, aby premiera gry zbiegła się z premierą Nintendo Switch zapowiadaną na marzec 2017, jednak jeszcze w grudniu stwierdzono, że premiera odbędzie się raczej w połowie 2017 roku. W lutym 2017 zaprezentowano pierwszy oficjalny zwiastun gry. W kwietniu 2017 roku uruchomiono profil na Instagramie prowadzony rzekomo przez fikcyjną postać z gry – Theo, który, jak wiadomo z fabuły gry, uwielbia robić zdjęcia i zamieszczać je w mediach społecznościowych. Dzięki temu profilowi można lepiej poznać tę postać, a także zapoznać się z treściami z rozgrywki.
Gra została wydana 25 stycznia 2018 roku na platformach: Nintendo Switch, PlayStation 4, Xbox One, Microsoft Windows, MacOS oraz Linux. 9 lipca 2020 roku ogłoszono, że gra zostanie wydana w usłudze Google Stadia, gdzie 29 września została dodana do kolekcji gier dostępnych w ramach subskrypcji Stadia Pro.

### Wyniki sprzedaży
W 2018 roku gra Celeste sprzedała się w ponad 500 tysiącach egzemplarzy. Przed premierą Farewell Thorson zapowiedziała, że Celeste „wkrótce osiągnie sprzedaż miliona egzemplarzy” – liczba ta została osiągnięta do marca 2020 roku.
W 2018 roku ścieżka dźwiękowa została odtworzona ponad 4 miliony razy na Spotify oraz zakupiona ponad 6000 razy.

## Odbiór

### Odbiór krytyków
Gra spotkała się z pozytywnym odbiorem. W agregatorze recenzji OpenCritic otrzymała ocenę 92/100 (na podstawie 74 opinii krytyków), natomiast agregatorze recenzji Metacritic uzyskała średnią ocen wynoszącą 92/100 (na podstawie opinii 36 krytyków) na Nintento Switch, 91/100 (na podstawie opinii 7 krytyków) na PlayStation 4, 94/100 (na podstawie opinii 10 krytyków) na Xbox One oraz 88/100 (na podstawie opinii 18 krytyków) na komputery osobiste. Gra otrzymała rekomendację serwisu Eurogamer. IGN określił ją „niespodziewanym arcydziełem”, wystawiając maksymalną ocenę.

#### Sterowanie i poziom trudności
Recenzenci chwalili sterowanie w grze. Część z nich uznało je za jedno z najlepszych w grach, określano je jako płynne.  Polygon opisał ruch w grze jako „spójny”, stwierdzając, że gracze przez cały czas mieli kontrolę nad postacią. Chwalono także implementację i różnorodność mechanik gry, chociaż Hardcore Gamer stwierdził, że „geniusz” Celeste wynikał „z prostoty”. Pozytywne opinie dotyczyły również przedmiotów kolekcjonerskich w grze, chociaż Game Informer zwrócił uwagę na brak znaczącej zewnętrznej motywacji do ich zbierania. W Paste napisano, że Thorson „opanowała projektowanie poziomów” w Celeste, ponieważ trudność gry nie wynikała z potrzeby osiągania celów, lecz z ich rozróżniania.
Podejście Celeste do trudności zostało wysoko ocenione przez krytyków. Polygon porównał jej poziom trudności do gier „masocore”, a wielu recenzentów ze względu na wysoki poziom trudności porównało Celeste do Super Meat Boy. Wielu recenzentów podkreślało, że porażkę w grze zawsze odczuwało jako swoją winę, a sukcesy były niezwykle satysfakcjonujące. PC Gamer stwierdził, że Celeste operuje poziomem trudności w sensowny sposób, „który spodoba się nie tylko masochistom i speedrunnerom”. Z kolei Shacknews nazwał sekwencje z bossami w grze „irytującymi” ze względu na ich nieprzewidywalność. Wprowadzony tryb ułatwiający rozgrywkę został doceniony. Nintendo Life pochwaliło możliwość dostosowywania rozgrywki i jej nienachalność, natomiast Rock Paper Shotgun stwierdził, że Celeste rozwiązuje problem trudności „tak elegancko, że wszyscy powinni zwracać na to uwagę”. Krytyczka Laura Dale zarzuciła, że brak wyraźnych wskazówek, iż Madeline jest postacią transpłciową (poza flagą umieszczoną na końcu gry) może być zabiegiem mającym zadowolić osoby oczekujące reprezentacji LGBT w grach, a jednocześnie nie zrazić tych, które mogłyby się temu sprzeciwiać.

#### Fabuła
Recenzenci chwalili fabułę Celeste. Nintendo Life opisało jej otoczenie jako „tętniące życiem i fantastyczne”,  a niektórzy uznali temat wspinaczki górskiej za metaforę trudności życiowych. Hardcore Gamer określił postacie gry jako „wspaniałe” i „zapadające w pamięć”, podczas gdy inni opisali je jako „sympatyczne” lub takie, z którymi łatwo się utożsamiać. Dialogi zostały ogólnie pochwalone, a VideoGamer.com docenił, w jaki sposób dodatkowo przyczyniły się do tego, że narracja była łatwa do zrozumienia.  Krytycy opisali historię jako „serdeczną”, „wzruszającą” lub „rozgrzewającą serce”; niektórzy uznali, że narracja jest „aktualna”, podczas gdy inni uznali ją za inspirującą. Recenzenci docenili sposób, w jaki fabuła łączy się z rozgrywką, chociaż magazyn Paste stwierdził, że wykonanie było „nieco niezręczne” i że „Celeste zdecydowanie lepiej sprawdza się jako gra niż jako prowokująca do myślenia eksploracja choroby psychicznej”, choć poza tym doceniono w grze sposób przedstawienia depresji i lęku.

#### Dźwięk
Ścieżka dźwiękowa Celeste została wysoko oceniona: kilku krytyków uznało ją za jedną z najlepszych ścieżek dźwiękowych do gier wideo, a wielu doceniło sposób, w jaki uzupełnia rozgrywkę. IGN zwrócił uwagę, że różnorodne instrumenty i wariacje zmieniają się, dostosowując do scen oraz tempa gry, co pomaga lepiej wczuć się w rozgrywkę i fabułę, a także pozwala nawiązać głębszą więź z Madeline i górą Celeste.  Serwis Kotaku napisał, że utwór „Anxiety” w szczególności uchwycił „poczucie prawdziwego niepokoju”. Przyznano również, że ścieżki dźwiękowej przyjemnie się słucha nawet przez dłuższy czas. Krytycy chwalili także pewne aspekty muzyki, takie jak partie syntezatora i fortepianu, oraz remiksy utworów obecnych na poziomach strony B.

#### Grafika
Krytycy chwalili pikselową grafikę gry: Ars Technica oraz Nintendo Life doceniły jej różnorodność, a Polygon zauważył, że dzięki niej postacie i otoczenie gry wyglądają „żywo i zapadają w pamięć”. Uznanie zyskał również styl artystyczny obecny w przerywnikach filmowych, Eurogamer określił go jako „piękny w swej prostocie”, a Nintendo Life i GameSpot podkreśliły, jak uzupełnia pikselową grafikę. Nintendo Life oraz Rock Paper Shotgun pochwaliły również animacje gry.

#### RozszerzenieFarewell
Kotaku w recenzji Farewell napisało, że jest to „idealne zwieńczenie” i „cudowne pożegnanie” Celeste, USgamer.net stwierdziło, że ten rozdział naprawdę przypomina pożegnanie z Celeste. Kotaku pochwalił mechanikę rozdziału, wskazując, że „bawi się oczekiwaniami” poprzez „ciągłe ponowne wymyślanie”, a poziomy obecne w Farewell to „jedne z najlepszych i najbardziej satysfakcjonujących” wyzwań w Celeste oraz „jedne z najlepiej zaprojektowanych poziomów w jakiejkolwiek grze”, Recenzentka USgamer.net przyznała jednak, że nie była w stanie ukończyć rozdziału ze względu na jego poziom trudności. Krytycy zauważyli subtelne oznaki transpłciowości Madeline w Farewell i to, jak podsyciły one dociekania fanów dotyczące wcześniejszych oznak transpłciowości tej postaci.

### Odbiór społeczności
Po wydaniu Celeste zyskała oddane grono fanów, w tym aktywną społeczność speedrunnerów. Niektórzy gracze stworzyli nowe niestandardowe poziomy gry, korzystając z modów. Według USgamer społeczność była „ogromną częścią sukcesu Celeste”. Kotaku zauważyło, że gra niewątpliwie przyciągnęła społeczność queer, a wielu queerowych członków społeczności Celeste poczuło się „wzmocnionych” przez grę, gdyż wątek postaci Madeline przypominał zmagania społeczności LGBTQ.
Przy projektowaniu gry twórcy aktywnie brali pod uwagę speedrun, jako jedną z głównych grup odbiorców, co jest raczej niespotykane w branży gier komputerowych. Thorson przyznała, że celem nie było ani ułatwianie, ani utrudnianie speedrunów, lecz sprawienie, by były one przyjemniejsze. Projektant dźwięku, Kevin Regamey, związany ze środowiskiem speedrunnerów, przyczynił się do lepszego uwzględnienia tego aspektu. Zespół programistów dążył do tego, by speedrunning stał się bardziej dostępny także dla mniej zaawansowanych graczy. Jak relacjonuje Thorson, zespół chciał umożliwić najlepszym graczom ciągłe odkrywanie nowych technik, z których mogliby korzystać także mniej doświadczeni użytkownicy. Programiści prowadzili rozmowy z członkami społeczności, by lepiej dostosować wybrane aktualizacje do potrzeb speedrunnerów. Społeczność speedrunningowa Celeste doceniała zaangażowanie twórców i chwaliła ich podejście, ponieważ wprowadzane zmiany nie eliminowały technik wykorzystywanych w speedrunach. Według Kotaku, speedruny Celeste wpisują się w kluczowy motyw wytrwałości obecny w grze.
Po wydaniu rozszerzenia Farewell w 2019 roku, symbole queer wywołały debatę na temat tożsamości płciowej Madeline wśród fanów Celeste. Epilog pokazuje flagę osób transpłciowych na biurku Madeline, a niektórzy fani twierdzili, że te znaki, jak również punkty fabuły w całej grze, sugerują, że Madeline jest kobietą transpłciową.  Inni fani nie podzielali tego zdania, a jeden z krytyków zauważył, że niejednoznaczna prezentacja queerowości Madeline w grze umożliwiła prowadzenie tej debaty. Dopiero rok później Thorson przyznała, że postać Madeline rzeczywiście jest osobą transpłciową. Przeprosiła fanów, którzy poczuli się urażeni milczeniem twórców oraz zbyt dyskretnym przedstawieniem tego wątku w grze. Wyjaśniła, że na etapie rozpoczęcia prac nad grą nie był to zamierzony zabieg. Kwestia tożsamości płciowej postaci była skomplikowana, ponieważ silnie wiązała się z osobistą tożsamością płciową Thorson – przeczucie pojawiło się podczas procesu twórczego, natomiast pewność przyszła dopiero po ukończeniu gry. Ostatecznie zespół zdecydował się oficjalnie potwierdzić tę kwestię, by rozwiać wszelkie wątpliwości.

### Wyróżnienia
IGN nominowało Celeste w kategorii „Gra Roku 2018” w swoim plebiscycie. Polygon uznał Celeste za piątą najlepszą grę roku 2018, USgamer przyznał jej drugie miejsce w tym samym rankingu, a  Ars Technica uznała ją za najlepszą grę roku 2018, Natomiast Shacknews wyróżnił Celeste jako najlepszą niezależną grę roku 2018.
W 2022 roku amerykański magazyn USA Today umieścił ją na czternastym miejscu w rankingu 100 najlepszych gier wszech czasów.

### Nagrody i nominacje
| Rok  | Nagroda                         | Kategoria                                              | Wynik     | Źródło          |
| ---- | ------------------------------- | ------------------------------------------------------ | --------- | --------------- |
| 2018 | Independent Games Festival      | Doskonałość w dźwięku                                  | Nominacja | [ 99 ]          |
| 2018 | Independent Games Festival      | Nagroda publiczności                                   | Wygrana   | [ 99 ]          |
| 2018 | Golden Joystick Awards          | Gra roku                                               | Nominacja | [ 100 ]         |
| 2018 | Golden Joystick Awards          | Najlepsza gra niezależna (indie)                       | Nominacja | [ 101 ]         |
| 2018 | The Game Awards 2018            | Najbardziej angażująca gra                             | Wygrana   | [ 102 ]         |
| 2018 | The Game Awards 2018            | Najlepsza gra niezależna                               | Wygrana   | [ 102 ]         |
| 2018 | The Game Awards 2018            | Najlepsza ścieżka dźwiękowa                            | Nominacja | [ 102 ]         |
| 2018 | The Game Awards 2018            | Gra roku                                               | Nominacja | [ 102 ]         |
| 2018 | Gamers' Choice Awards           | Ulubiona gra                                           | Nominacja | [ 103 ]         |
| 2018 | Gamers' Choice Awards           | Ulubiona gra dla jednego gracza                        | Nominacja | [ 103 ]         |
| 2018 | Gamers' Choice Awards           | Ulubiona gra niezależna                                | Nominacja | [ 103 ]         |
| 2018 | Titanium Awards                 | Najlepsza gra niezależna (indie)                       | Nominacja | [ 104 ]         |
| 2019 | D.I.C.E. Awards                 | Najlepsza gra akcji                                    | Wygrana   | [ 105 ]         |
| 2019 | D.I.C.E. Awards                 | Outstanding Achievement for an Independent Game        | Wygrana   | [ 105 ]         |
| 2019 | SXSW Gaming Awards              | Najlepsza narracja                                     | Nominacja | [ 106 ] [ 107 ] |
| 2019 | SXSW Gaming Awards              | Nagroda im. Matthew Crumpa za innowacyjność kulturalną | Wygrana   | [ 106 ] [ 107 ] |
| 2019 | SXSW Gaming Awards              | Najlepsza ścieżka dźwiękowa                            | Nominacja | [ 106 ] [ 107 ] |
| 2019 | SXSW Gaming Awards              | Najpopularniejsza gra roku                             | Nominacja | [ 106 ] [ 107 ] |
| 2019 | SXSW Gaming Awards              | Gra roku                                               | Nominacja | [ 106 ] [ 107 ] |
| 2019 | Game Developers Choice Awards   | Gra roku                                               | Nominacja | [ 108 ] [ 109 ] |
| 2019 | Game Developers Choice Awards   | Najlepszy dźwięk                                       | Wygrana   | [ 108 ] [ 109 ] |
| 2019 | Game Developers Choice Awards   | Najlepszy design                                       | Nominacja | [ 108 ] [ 109 ] |
| 2019 | Game Audio Network Guild Awards | Najlepsza muzyka w grze niezależnej (indie)            | Nominacja | [ 110 ]         |
| 2019 | Game Audio Network Guild Awards | Wybór publiczności G.A.N.G. / MAGFEST                  | Wygrana   | [ 110 ]         |
| 2019 | British Academy Games Awards    | Najlepsza gra                                          | Nominacja | [ 111 ]         |
| 2019 | British Academy Games Awards    | Gra wykraczająca poza rozrywkę                         | Nominacja | [ 111 ]         |
| 2019 | British Academy Games Awards    | Design                                                 | Nominacja | [ 111 ]         |
| 2019 | British Academy Games Awards    | Innowacja                                              | Nominacja | [ 111 ]         |
| 2019 | British Academy Games Awards    | Muzyka                                                 | Nominacja | [ 111 ]         |
| 2019 | ASCAP Composers' Choice Awards  | Muzyka roku 2018 (gry video)                           | Wygrana   | [ 112 ]         |

## Rozszerzenia i kontynuacje
Początkowo twórcy gry zapowiadali, że nie chcą ani nie planują tworzyć sequeli, gdyż opowiedzieli historię, którą zamierzali przedstawić. Mimo tych początkowych deklaracji już przy okazji pierwszej rocznicy premiery gry powstało darmowe rozszerzenie Farewell. Później wydano kolejne tytuły: sequel Celeste 2: Lani's Trek (z okazji trzeciej rocznicy gry) grę 3D Celeste 64: Fragments of the Mountain (z okazji szóstej rocznicy).

### Farewell
Z okazji pierwszej rocznicy udostępniono bezpłatny dodatek do gry – Farewell. Wprowadza on dodatkowy, dziewiąty rozdział (bez strony B ani C). Poziom ten różni się od podstawowych etapów: nie zawiera typowych truskawek, za to pojawiają się meduzy służące jako spadochrony, eksplodujące rozdymki, które mogą wystrzelić Madeline, oraz klejnoty umożliwiające jej wykonanie dwóch dashy. Choć rozszerzenie miało zadebiutować przy okazji pierwszej rocznicy, z powodu opóźnienia premierę przesunięto na 9 września 2019 roku.
Fabuła dodatkowego poziomu rozgrywa się po wydarzeniach z głównej gry: Madeline powraca na Górę Celeste, aby odwiedzić grób starszej kobiety – Granny, tajemniczej staruszki, która jednocześnie prowadziła ją i droczyła się z nią przez całą główną grę. Główna historia Celeste koncentruje się na akceptacji siebie i odnalezieniu spokoju w zmaganiach życia. W tej części gry chodzi o znalezienie pocieszenia w obliczu śmierci oraz o naukę radzenia sobie z niespodziewaną ciemnością, aż do momentu, gdy można wspiąć się coraz wyżej ku światłu.

### Celeste 2: Lani's Trek
Z okazji trzeciej rocznicy gry, 26 stycznia 2021 roku, wydano sequel zatytułowany Celeste 2: Lani's Trek, znany także jako Celeste Classic 2. Gra wprowadza nową postać – Lani, która również wspina się na Górę Celeste, korzystając z haka na linie. Choć gra jest zbliżona do oryginału, część wyzwań i mechanik została zmodyfikowana. Była to jednak produkcja krótsza i znacznie mniej rozbudowana niż pierwowzór. Maddy Thorson, Noel Berry i Lena Raine stworzyli ją w zaledwie cztery dni. Tytuł napisano na PICO-8. Oryginalna Celeste umożliwiała uruchomienie Celeste 2 z poziomu gry.

### Celeste 64: Fragments of the Mountain
W styczniu 2024 roku, z okazji szóstej rocznicy wydania oryginału, zespół przedstawił kolejną grę: Celeste 64: Fragments of the Mountain, którą udostępniono bezpłatnie. Gracz ponownie wciela się w Madeline podróżującą na Górę Celeste, tym razem jednak w wersji nawiązującej stylistycznie do piątej generacji gier komputerowych. Gra spotkała się z pozytywnym odbiorem społeczności. Gracze porównywali ją między innymi do Super Mario 64.